# Marca llemosina

Un dels primers escuts de la Marca és el de la casa dels Lusignan.

La Marca llemosina (en occità: la Marcha, en francès la Marche) és un territori històric d'Occitània, al nord, en una zona de llengua occitana que és veïna de la zona de llengua d'oïl. Forma part culturalment i administrativament de la regió del Llemosí, però en el passat en va ésser destacada administrativament i va formar una província distinta. La Marca llemosina limita al nord amb el Berric, a l'est amb el Borbonès i Alvèrnia, a l'oest amb el Poitou i el comtat d'Angulema i al sud amb el Llemosí en el sentit estricte. Es divideix en dues regions:
- Alta Marca, amb capital de primer a Charrog [Charroux] i després a Garait [Guéret].
- Baixa Marca, amb capital a Belac [Bellac].

## Història
Potser fou separada del Llemosí vers el 940 pel duc Guillem III d'Aquitània Cap d'Estopa i que fou lliurada com a comtat a Bosó I el Vell, comte de Charrog, encara que es creu que els primers comtes de la Marca foren el seu avi, Jofré, i el seu pare, Sulpici.
En el segle xiii fou atribuïda a la casa dels Lusignan, i no fou incorporat al regne de França fins al 1531. Després de la Revolució Francesa el territori conegut en francès com La Marche fou dividit entre els departaments de Cruesa i Alta Viena.